# Pieni Roobertinkatu
Pieni Roobertinkatu, (suédois : Lilla Robertsgatan)  est une rue du quartier de Kaartinkaupunki au centre d'Helsinki en Finlande. 

## Présentation
La rue, située dans le quartier de Kaartinkaupunki, est orientée Est-Ouest .
Elle est à proximité de la rue Iso Roobertinkatu orientée du Nord-Est au Sud-Ouest et qui se trouve dans le quartier de Punavuori.
Les deux rues sont nommées en mémoire de Robert Henrik Rehbinder.

## Architecture
Voici quelques bâtiments remarquables de la rue:
| Adresse                 | Nom                 | Architecte            | Année |
| ----------------------- | ------------------- | --------------------- | ----- |
| Pieni Roobertinkatu 2   |                     | Theodor Höijer        | 1880  |
| Pieni Roobertinkatu 1-3 | Hôtel Lilla Roberts | Gunnar Taucher        | 1931  |
| Pieni Roobertinkatu 4-6 | Ulrikasborg         | Gustaf Wilhelm Nyberg | 1911  |
| Pieni Roobertinkatu 8   |                     | Oskar Finckenberg     | 1889  |
| Pieni Roobertinkatu 10  | Jalander            | Einar Sjöström        | 1920  |
| Pieni Roobertinkatu 13  | Spennertin talo     | August Nordberg       | 1891  |
| Pieni Roobertinkatu 16  |                     | Pauli Lehtinen        | 1963  |

## Galerie

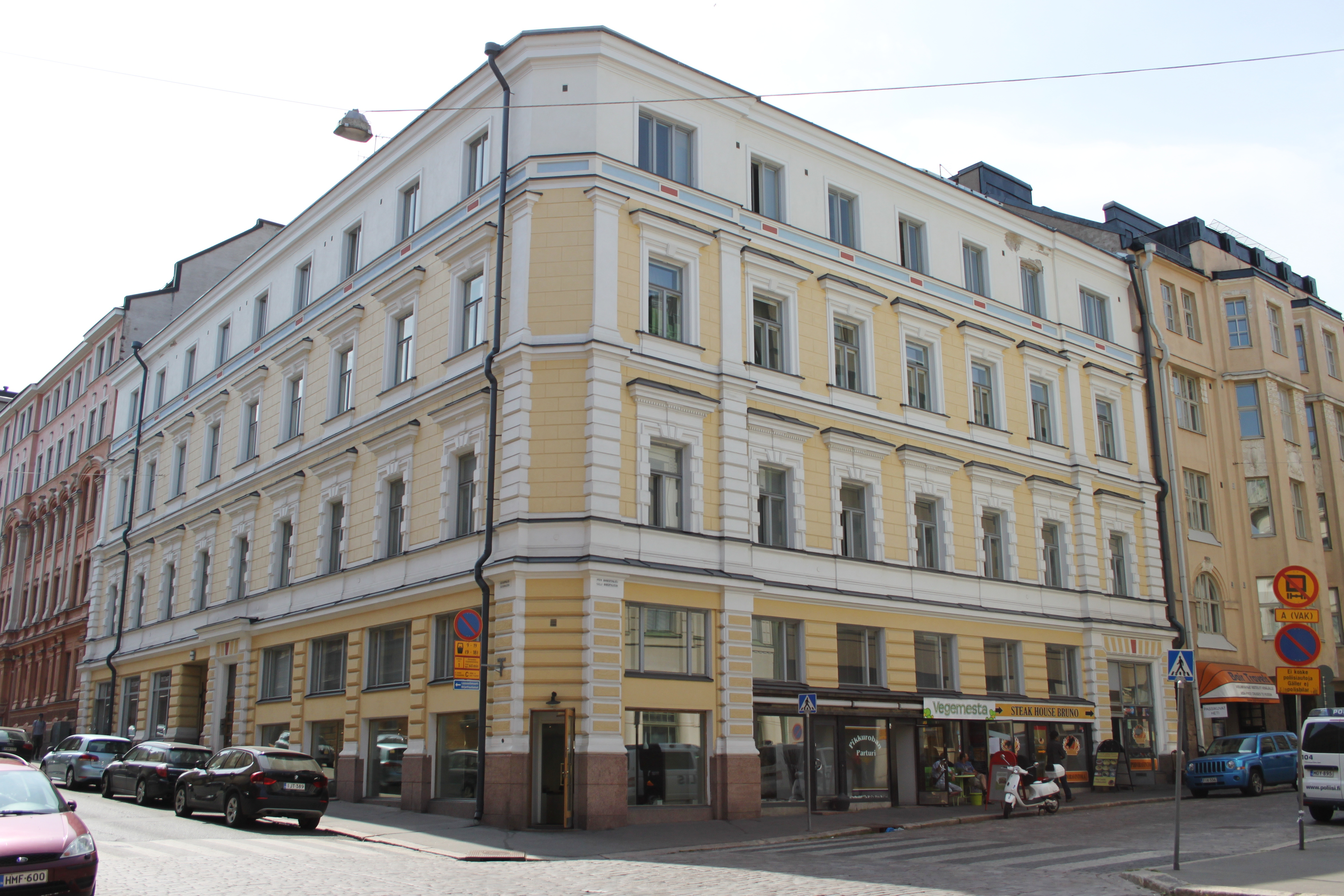
Pieni Roobertinkatu 2.
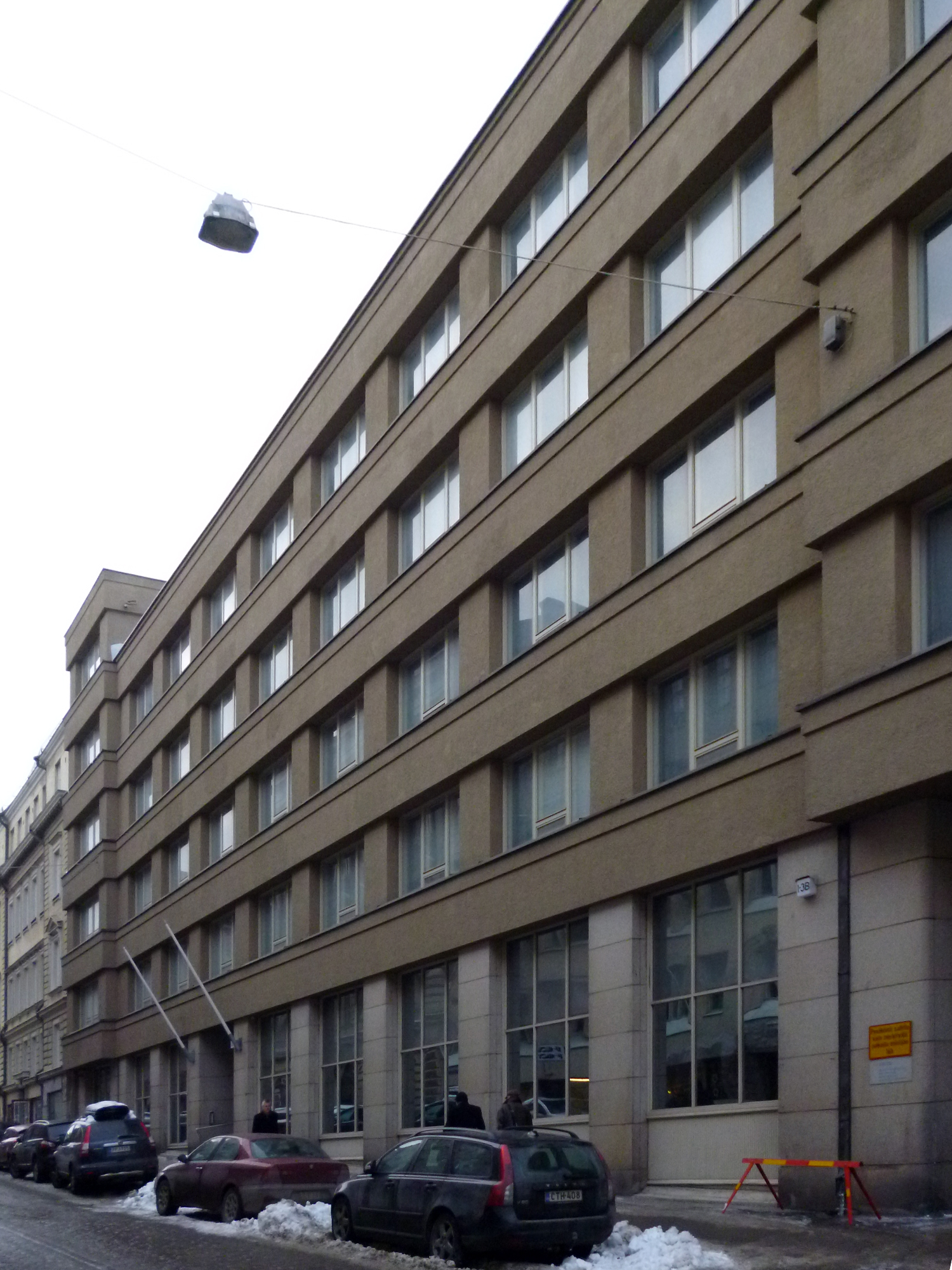
Pieni Roobertinkatu 1-3.
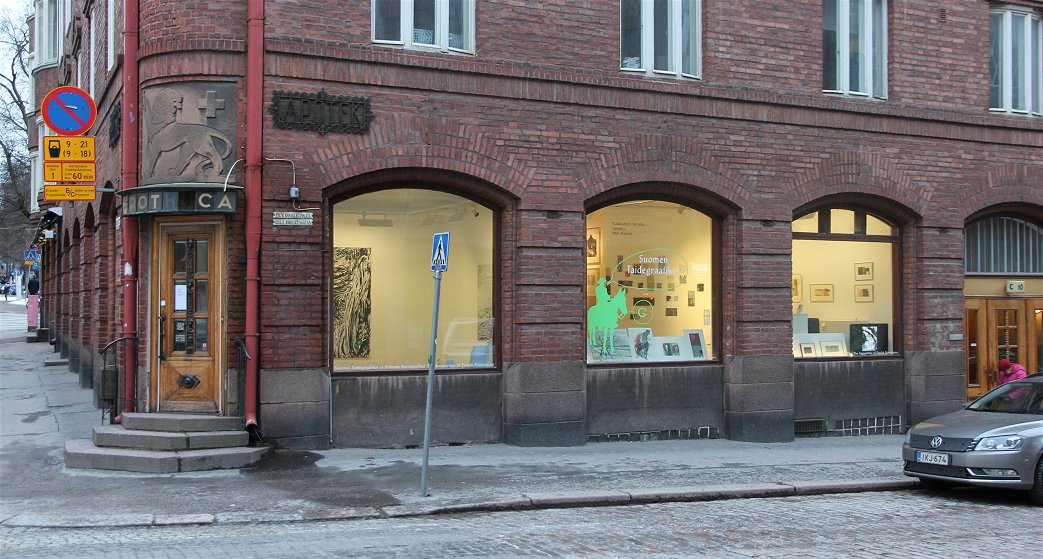
Pieni Roobertinkatu 10.
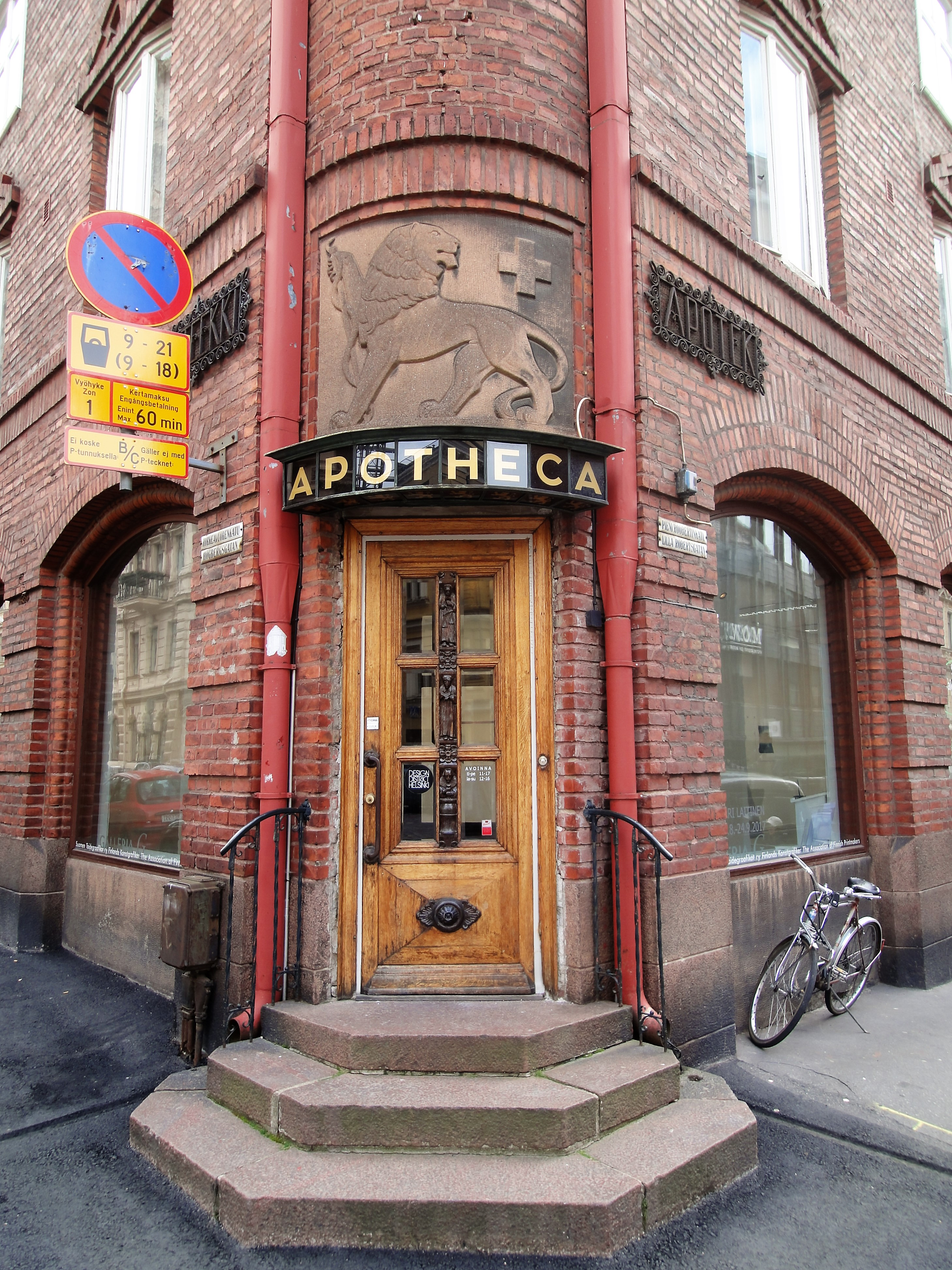
Coin de Pieni Roobertinkatu et de Korkeavuorenkatu.
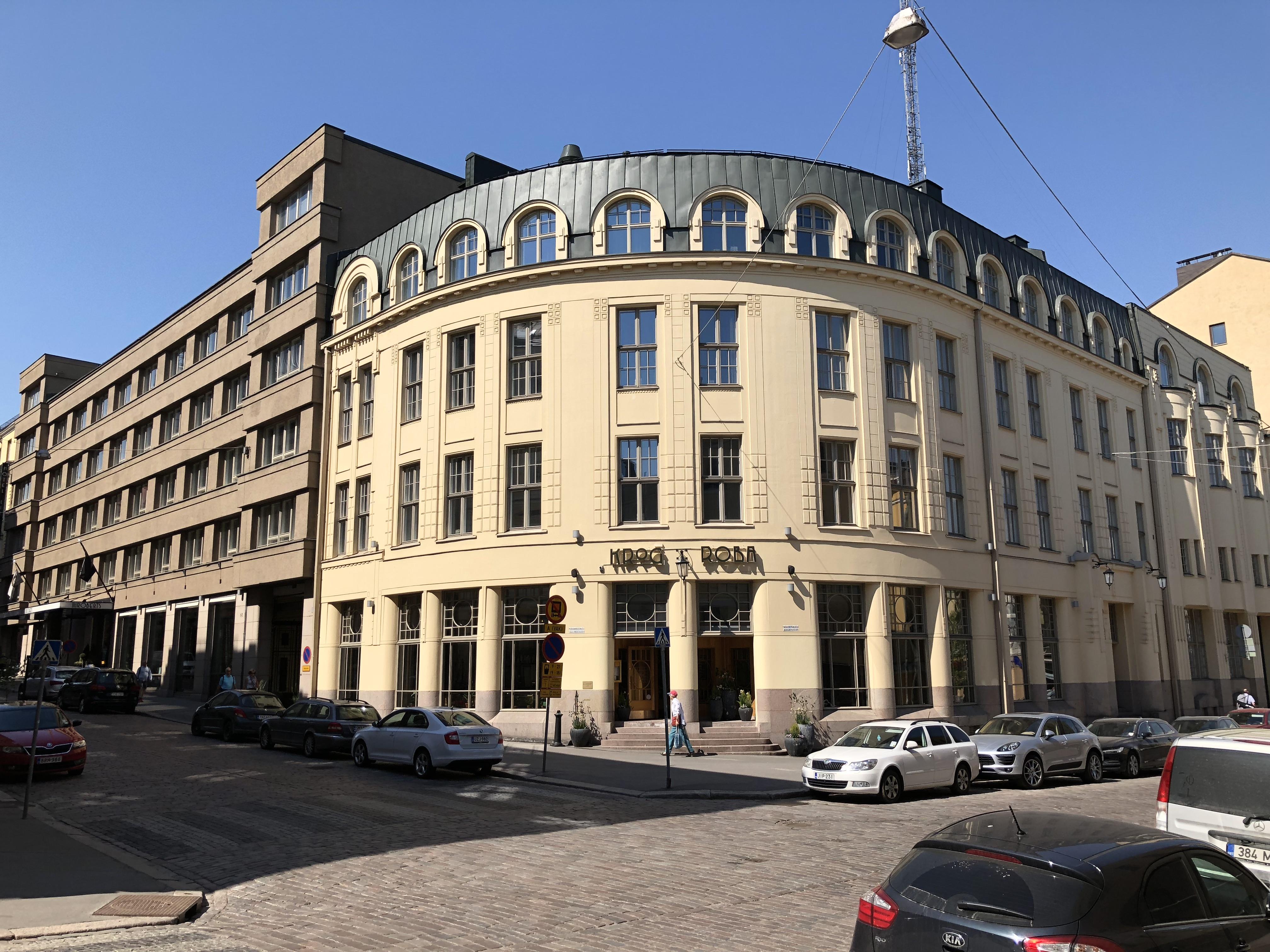
Hôtel Lilla Roberts.